# Daniel Gutiérrez Martín
Daniel Gutiérrez Martín (Olmedo, Valladolid; 1878 - 1930) fue un farmacéutico, botánico, y explorador español, que trabajó muy activamente en la "flora ibérica".
Para su doctorado, ante la Facultad de Farmacia, de la Universidad Central de Madrid, defendió la tesis: Apuntes para la flora del partido judicial de Olmedo e indicación de los usos farmacéuticos de algunas plantas: memoria que presenta... (278 pp.)

## Algunas publicaciones
- 1905. Algunos «Ortópteros» de Olmedo (Valladolid). Boletín de la Sociedad Española de Historia Natural, Volumen 5.[4]
- 1908. Apuntes para la flora del partido judicial de Olmedo: e indicación de los usos medicinales que algunas plantas reciben. Ed. Tipografía de Benito Manuel. 136 pp.

## Honores
- Miembro de la “Real Sociedad Española de Historia Natural” (de 1901 a 1911)
- Miembro de la “Sociedad Aragonesa de Ciencias Naturales” (de 1907 a 1919)
- Miembro de la “Sociedad Ibérica de Ciencias Naturales" (de 1919 a 1930)

- La abreviatura «D.Gut.» se emplea para indicar a Daniel Gutiérrez Martín como autoridad en la descripción y clasificación científica de los vegetales.[5]